# 金藝玲
金藝玲（韓語：김예령，1969年3月17日—），韓國女演員。丈夫為電影導演朴英勳。

## 演出作品

### 電視劇
- 1998年：SBS《白夜3.98》
- 1999年：KBS《愛情和戰爭》
- 2000年：KBS《小蓋子》飾演 美玉
- 2003年：MBC《雪人》
- 2003年：KBS《小爸爸上學去》
- 2004年：KBS《九尾狐外傳》
- 2006年：SBS《無敵情報員》
- 2006年：SBS《我的愛達子》
- 2007年：SBS《遇見完美鄰居的方法》
- 2008年：SBS《家門的榮光》
- 2008年：SBS《明星的戀人》飾演 李智淑
- 2009年：tvN《沒禮貌的英愛小姐5》
- 2010年：SBS《鄰居冤家》飾演 張世熙
- 2010年：SBS《南瓜花純情》
- 2010年：KBS《總統》飾演 柳靜蕙
- 2011年：OCN《吸血鬼檢察官》飾演 賢珠的媽媽
- 2012年：MBC《擁抱太陽的月亮》飾演 禧嬪 朴氏
- 2012年：SBS Plus《愛你》飾演 李允熙
- 2012年：KBS《愛情啊愛情啊》飾演 金陽子
- 2012年：MBC《I do I do》
- 2012年：KBS《大王之夢》飾演 萬明夫人
- 2013年：MBC《歐若拉公主》飾演 Pureume張
- 2013年：MBC《奇皇后》飾演 奇承娘的媽媽（客串）
- 2013年：KBS《乘著歌聲的愛情》飾演 具美玉
- 2014年：MBC《心懷叵測的恢單女》飾演 李恩花
- 2014年：MBC《改過遷善》（客串）
- 2014年：KBS《朝鮮槍手》飾演 金氏
- 2014年：KBS《一片丹心蒲公英》飾演 黃金實
- 2015年：OCN《我的美麗新娘》
- 2015年：MBC《夜行書生》
- 2015年：KBS《奇怪的兒媳》
- 2015年：KBS《星星閃爍》飾演 李正芮
- 2016年：MBC《Monster》
- 2016年：KBS《怪異家族》飾演 孫度淳
- 2016年：SBS《愛是點點滴滴》飾演 吳海媛
- 2017年：tvN《內向的老闆》飾演 愛蘭
- 2017年：KBS《三流之路》飾演 朴順陽
- 2017年：tvN《卞赫的愛情》飾演 卞琴熙
- 2018年：KBS《Radio Romance》飾演 趙愛蘭
- 2018年：KBS《一起生活吧》飾演 沈日順
- 2018年：JTBC《Beauty Inside》飾演 柳恩浩的母親
- 2018年：MBN《心動警報》
- 2019年：MBC《悲傷時愛你》飾演 李慶熙
- 2019年：KBS《拜託了，夏天啊》飾演 卞明子
- 2020年：tvN 《Oh My Baby》飾演 李玉姬
- 2022年：KBS《現在很美麗》飾演 劉慧英
- 2023年：Netflix《恋爱大战》饰演 金恩熙
- 2023年：KBS2《秘密的女人》飾演 車英蘭
- 2023年：MBN《完美的結婚公式》飾演 崔在淑
- 2024年：KBS2《無血無淚》飾演 李旻淑

### 電影
- 1993年：《絕對之愛》
- 1995年：《誰使我發狂》
- 1996年：《流向明天的江河》
- 2002年：《公車站牌》
- 2003年：《童僧》
- 2005年：《媽媽》
- 2005年：《愛人》
- 2006年：《暴力社團》
- 2007年：《黑道奶爸》
- 2007年：《夏天結束之前》
- 2007年：《Bravo My Life》
- 2009年：《飛吧企鵝》
- 2010年：《Wedding Dress》

## 獲獎
- 2012年：KBS演技大賞－日日劇部門 女子優秀演技獎（愛情啊愛情啊）

## 外部連結
- NAVER （页面存档备份，存于）